# Conus suratensis
Conus suratensis е вид охлюв от семейство Conidae. Видът не е застрашен от изчезване.

## Разпространение и местообитание
Разпространен е в Австралия (Куинсланд и Северна територия), Бангладеш, Бруней, Виетнам, Източен Тимор, Индия (Андамански острови, Андхра Прадеш, Никобарски острови, Ориса, Пондичери и Тамил Наду), Индонезия (Бали, Калимантан, Малки Зондски острови, Малуку, Папуа, Сулавеси, Суматра и Ява), Камбоджа, Китай (Гуандун, Гуанси, Фудзиен и Хайнан), Мадагаскар, Малайзия (Западна Малайзия, Сабах и Саравак), Мианмар (Коко острови), Нова Каледония, Остров Рождество, Папуа Нова Гвинея (Бисмарк), Параселски острови, Провинции в КНР, Сингапур, Соломонови острови, Соломонови острови (Санта Крус), Острови Спратли, Тайван, Тайланд, Филипини и Шри Ланка.
Обитава крайбрежията на морета.